# Nová louka
Nová louka je přírodní rezervace v Jizerských horách, poblíž samoty Nová Louka severovýchodně od obce Bedřichov v okrese Jablonec nad Nisou. Oblast spravuje AOPK ČR Správa CHKO Jizerské hory. Důvodem ochrany je uchování porostů, květeny a krajinných útvarů. Přírodní rezervací protéká Blatný potok.